# Sewer (biskup koptyjski)
Sewer – duchowny Koptyjskiego Kościoła Ortodoksyjnego, od 2018 biskup pomocniczy Patriarchatu Aleksandryjskiego odpowiedzialny za zarządzanie monasterami niemającymi własnego opata.

## Życiorys
22 marca 1984 złożył śluby zakonne w monasterze św. Menasa. Święcenia kapłańskie przyjął 24 listopada 1997. Sakrę biskupią otrzymał 25 listopada 2018.